# Lepismium warmingianum
Lepismium warmingianum là một loài thực vật có hoa trong họ Cactaceae. Loài này được (K.Schum.) Barthlott mô tả khoa học đầu tiên năm 1987.